# Evi Filippou
Evdoxia „Evi“ Filippou (griechisch Ευδοξία «Εύη» Φιλίππου, * 1993 in Volos) ist eine griechische Musikerin (Perkussion, Vibraphon, Komposition), die auch im Bereich der Improvisationsmusik und im Jazz hervorgetreten ist.

## Leben und Wirken
Filippou begann mit sieben Jahre Schlagzeug zu spielen. Früh erhielt sie Unterricht. Sie besuchte das Konservatorium in ihrem Geburtsort, gab mit 16 Jahren erste Konzerte und zog 2011 nach Berlin, wo sie klassisches Schlagwerk an der Hochschule für Musik Hanns Eisler Berlin studierte und sowohl 2016 den Bachelor- als auch 2019 den Master-Abschluss mit Auszeichnung machte.
Filippou arbeitete als Solistin und Ensemblespielerin unter anderem im Volos Symphonie Orchester, dem Cyprus Symphony Orchestra. dem Orchester des Konzerthauses Berlin und dem Ensemble United Berlin. Als Gründungsmitglied des Opera Lab Berlin wirkte sie bei Musiktheater-Produktionen der Neuen Werkstatt der Staatsoper Berlin, aber auch im Hauen und Stechen Musiktheater Kollektiv mit. 
Ihre eigenen Werke interpretiert Filippou mit ihrem Quintett inEvitable. „In ihrem Spiel hebt sie fast gleichwertig sowohl das Element des Tänzerischen hervor wie Experimentierlust.“ Ihr Album InEvitable wurde als Debütalbum mit dem Deutschen Jazzpreis 2023 ausgezeichnet.
Im ff duet arbeitete Filippou mit Katerina Fotinaki (dokumentiert auf Fotinakis Album Mixology), im Duo blowslap mit Saxophonist Hayden Chisholm und im Duo mit der Harfenistin Andrea Voets. Weiterhin trat sie im Trio mit der Vokalistin Lara Alarcón und der bildenden Künstlerin Natalia Manta auf, aber auch mit Savina Yannatou und Floros Floridis. Mit einem Solokonzert präsentierte sie sich beim Klaeng-Festival in Köln 2020. Im Duo mit Robert Lucaciu trat sie im Bergson Kunstkraftwerk auf. Stefan Schultze holte sie in sein Large Ensemble, Chris Dahlgren in sein Bandprojekt Dhalgren (Songs from a Dystopian Utopia), Benjamin Weidekamp in sein Quintett Ernte (Enja, 2024). 2024 war sie mit ihren Kompositionen zu Gast bei der NDR-Bigband. Seit 2021 organisiert sie jährlich das Berliner Festival Bitches Brew.

## Diskographische Hinweise
- Hayden Chisholm & Evi Filippou Blowslap (Moontower Foundation 2016)
- Evi Filippou / Arne Braun / Felix Henkelhausen / Moritz Baumgärtner / Eldar Tsalikov: inEvitable (Boomslang 2022, mit Julius Gawlik, Jone Bolibar Núñez sowie Lara Alarcón, Katerina Fotinaki)[12]